# Durs Egg
Durs Egg (1748–1831) byl anglický puškař vyhlášený svými křesadlovými pistolemi a tovární výrobou Fergusonových pušek (zadovky používané britskou armádou v americké válce za nezávislost). Patřil také mezi první průkopníky letectví.
Egg, dříve než v roce 1772 založil v Londýně obchod se zbraněmi, prošel učením v Solothurnu (Švýcarsko) a Paříži. Byl současníkem puškařů Johna Twigga, Johna a Josepha Mantonových, Roberta Wogdona, Henryho Nocka či H. W. Mortimera. Egg dokázal držet krok se svými současníky jak kvalitou konstrukce svých zbraní, tak i jejich zdařilým designem – vyráběl jedny z nejlepších anglických zbraní.
Roku 1814 přišel do Londýna Eggův krajan, Švýcar Samuel Johannes Pauly, puškař a vynálezce, který do Anglie odešel po dobytí Paříže spojeneckými vojsky. Tehdy byl již Egg úspěšným a uznávaným obchodníkem, vlastnil britské občanství a osobně se znal s králem Jiřím III. či princem z Walesu. Pauly se chtěl vrátit k projektu své vzducholodi, kterou konstruoval již v roce 1802, a svým výkladem a nákresy Egga uchvátil natolik, že se tento rozhodl vložit do společného projektu 10 000 liber (podle Paulyho údajů 5000 £) a již o půl roku později, 25. dubna 1815, udělil král Jiří III. těmto dvěma švýcarským průkopníkům letectví licenci, na stavbu létacího stroje ve tvaru ryby nebo ptáka. V blízkosti Hyde Parku pak postavili pravděpodobně první hangár na světě. 16. srpna 1816 oznámil londýnský list Observer, že jejich Flying Dolphin je téměř dokončen a brzy začne provoz na pravidelné lince Londýn – Paříž. Měl přepravovat 15 až 20 cestujících, k zahajovacímu letu však nikdy nedošlo. Po neúspěchu tohoto projektu se Egg s Paulym dostali do rozepře a rozešli se.